# Parc Buddha de Ravangla
El Parc Buddha de Ravangla, també conegut com a Tathagata Tsal, és un parc situat prop de Rabong (Ravangla) al districte del Sikkim del sud, Sikkim, Índia. Va ser construït entre 2006 i 2013 i fa uns 130-peus (40 m), amb l'estàtua del Buddha com a element central. El lloc va ser escollit dins del complex religiós més gran del Rabong Gompa (Monestir), lloc de pelegrinatge. A prop podem trobar el Monestir de Ralang, un monestir clau en el budisme Tibetà.

L'estàtua va ser consagrada el 25 de març de 2013 pel 14è Dalai Lama, i es va convertir en una parada al circuit de l' 'Himàlaia Budista'. L'estàtua de Buda marca el motiu de la 2550 aniversari del naixement de Buda Gautama. Aquesta estàtua va ser construïda i instal·lada a la plaça a través de l'esforç conjunt del govern Sikkim i la seva gent. El circuit Budista d'aquest parc es va construir gràcies a un projecte de l'Estat, per a l'impuls de la peregrinació i el turisme a la regió. El Cho Djo llac està situat dins del complex, envoltat de bosc.